# Brinkmajna
Brinkmajna (Acridotheres ginginianus) är en sydasiatisk fågel i familjen starar inom ordningen tättingar som även har etablerat en population i Kuwait. Fågeln har fått sitt namn från sin vana att häcka i flodnära sandbankar.

## Kännetecken

### Utseende
Brinkmajnan är en 23 centimeter lång blågrå stare med svart huva. Bakom ögat syns en orangeröd bar orbitalfläck, näbben är orangeröd och i pannan syns en liten tofs. Yttre delen av handpennorna samt armpennorna är svarta och innanför dessa syns ett orangebrunt fält, liksom på undre vingtäckarna samt i ett band längst ut på stjärten. Ungfågeln är brunare och mer dämpad i färgerna än den vuxna fågeln.

### Läte
Brinkmajnan är en ljudlig fågel som ger ifrån sig en lång rad olika typer av läten med inslag av visslingar, skrän och mer melodiska toner.

## Utbredning och systematik
Brinkmajnan förekommer från nedre delen av östra Pakistan till norra Nepal samt norra och centrala Indien. Den häckar även i Myanmar, Bhutan och Bangladesh. Förrymda burfåglar har också etablerat populationer i Mellanöstern, i Kuwait, Oman och Förenade Arabemiraten. Den har också rapporterats från Qatar, Saudiarabien och Bahrain verkar ännu inte ha etablerat varaktiga populationer där.
Arten behandlas som monotypisk, det vill säga att den inte delas in i några underarter.

## Levnadssätt
Brinkmajnor är sociala fåglar som födosöker i grupp, häckar i kolonier och tar nattkvist tillsammans. Den lever av säd, insekter och frukt. Ofta går den in i städer där den kan ses leta efter matrester och är då lätt att komma nära. Liksom brunmajnan följer den gärna boskap på jakt efter insekter som skräms upp och kan till och med ses på djurens ryggar där den plockar parasiter.
Fågeln häckar från april till juli eller augusti, i kolonier i sand- eller jordbankar. Den gräver själv ut sitt bo och lägger fyra till fem himmelsblå eller grönblå ägg som ruvas i 13-14 dagar. Ungarna är flygga efter 21 dagar.

## Status och hot
Arten har ett stort utbredningsområde och en stor population, och tros öka i antal. Utifrån dessa kriterier kategoriserar internationella naturvårdsunionen IUCN arten som livskraftig (LC). Världspopulationen har inte uppskattats men den beskrivs som vanlig eller ganska vanlig, men ovanlig i Bhutan.